# Jennifer Hawkins
Jennifer Hawkins (Newcastle, 22 de dezembro de 1983) é uma modelo, rainha da beleza e apresentadora de televisão australiana, mais conhecida internacionalmente como a Miss Universo 2004, após ser coroada em 1 de junho daquele ano, no concurso realizado em Quito, Equador.
Hawkins não foi eleita Miss Austrália num concurso nacional, mas sim em um "casting" entre várias agências locais. Foi a segunda australiana a conquistar o título e é considerada por Donald Trump, o proprietário da Miss Universe Organization, como uma das maiores Miss Universo de todos os tempos e "a mais bonita que apareceu em muitos anos".

## Modelo
Filha de uma dona de casa e do gerente de uma empresa ferroviária, Hawkins nasceu em Holmesville, um subúrbio da cidade de Newcastle, no estado de Nova Gales do Sul, a 160 km de Sydney. Durante a adolescência, além de trabalhar como modelo também foi cheerleader de times de rúgbi e basquetebol. Foi como modelo que ganhou o direito de representar a Austrália, depois que a franquia local cancelou o concurso nacional, por considerá-lo ultrapassado, e decidiu fazer um casting de modelos australianas para o concurso.
Além de modelo, ela também trabalhava como coreógrafa de um trupe de dançarinos especializada em hip-hop e balé, que fazia turnês por toda a Austrália.

## Miss Universo
Depois de selecionada, Jennifer começou a ter aulas e a receber conselhos da sua antecessora, Ashlea Talbot, e a aprender espanhol básico antes de viajar para o Equador.
Já em Quito, durante as preliminares do concurso, ela aparecia nas casas de apostas como a sexta colocada no concurso. Durante a competição final, ela se tornou a primeira australiana desde 1993 a alcançar a semifinal. Já na prova de traje de banho Jennifer chamou a atenção e conseguiu se classificar para o Top 10. Após o desfile de vestido de noite, onde chamou ainda mais a atenção usando um vestido de cobre envelhecido, ao custo de US$25 mil, se clasificou no Top 5.
Hawkins foi uma das duas finalistas, derrotando a grande favorita Miss EUA, Shandi Finnessey, e se tornou a primeira Miss Universo australiana desde Kerry Anne Wells em 1972. Foi também a primeira loira a ser coroada desde a holandesa Angela Visser em 1989. Ela foi coroada pela Miss Universo 2003, Amelia Vega, e pelo apresentador do concurso, Billy Bush, como "the thunder of down under" ("o trovão de Down Under" - fazendo referência ao fato dos australianos se autodeterminarem a "Terra de Cabeça para Baixo", por causa de sua localização no Hemisfério Sul). Entre outros prêmios, Hawkins recebeu US$250 mil dólares pelo título.
Durante o reinado, ela visitou vários países, inclusive o Brasil, em campanhas beneficentes de combate à AIDS e visitas a entidades de apoio à crianças portadoras de câncer, além de ter participado de vários programas de televisão. Durante a visita ao Brasil, em fevereiro de 2005, Jennifer teve um encontro oficial com o vice-presidente da República José Alencar – que a considerou a mulher mais bonita que já viu na vida – e se tornou a primeira Miss Universo a desfilar no Carnaval carioca, participando do desfile da escola de samba Unidos do Viradouro.
Seu reinado durou exatamente um ano, até 31 de maio de 2005, quando coroou sua sucessora, Natalie Glebova, do Canadá, em Bangkok, na Tailândia.

## Carreira posterior
Transformada em supercelebridade em seu país de origem e na Oceania, Jennifer tornou-se a maior garota propaganda da Austrália nos anos seguintes, aparecendo em publicidades de dezenas de empresas, entre elas produtos de maquiagem, aparelhos de eletrônica, linhas de lingerie, complexos residenciais de alto luxo e fechando um contrato milionário - 5 milhões de dólares australianos - com a Myer, a maior cadeia de lojas de departamentos australiana. Sua figura passou a ser vista em todos os lugares, de anúncios de televisão a outdoors, capas de revistas e até propaganda em ônibus de Hong-Kong.
Na televisão, Jennifer assinou um contrato com o canal australiano Seven Network. Ao fim de seu período como Miss Universo, ela se tornou apresentadora do The Great Outdoors, um programa de ecoturismo e aventura, em que levava o espectador em turnês por diversos lugares exóticos do mundo.
Junto com Donald Trump, participou de vários capítulos do reality show O Aprendiz, versão australiana, e do programa Dancing with the Stars.
Em fevereiro de 2010, ela causou sensação ao posar nua – e sem qualquer retoque de photoshop, por exigência  – para a capa da versão australiana da revista Marie Claire, como parte de uma campanha destinada a fazer as mulheres se sentirem mais confortáveis com a imagem de seus próprios corpos. O trabalho também serviu para recolher fundos, através da venda de cópias das fotos, para a Butterfly Foundation, uma ONG destinada a dar apoio à pessoas com distúrbios alimentares. A iniciativa da revista se deu depois que uma pesquisa entre 5500 de suas leitoras, indicou que 12% das mulheres australianas se sentiam infelizes com suas silhuetas. A boa intenção da revista, porém, de mostrar Hawkins ao natural sem qualquer retoque ou truque fotográfico não deu certo. Após a publicação, a redação da MC foi invadida por centenas de e-mails de leitoras, reclamando que se antes se sentiam mal com seus corpos, depois de ver o corpo nu perfeito e sem retoques de Hawkins na capa, estavam se sentindo muito pior.

## Vida pessoal
Jennifer Hawkins namorava o ex-carpinteiro e modelo australiano Jake Wall desde antes de ser coroada Miss Universo, e o relacionamento continuou por vários anos depois que ela passou a coroa. Em janeiro de 2011, ela aceitou a proposta de casamento feita pelo namorado, que lhe fez o pedido durante umas férias conjuntas na Nova Zelândia, embalado num anel de brilhantes de $200 mil dólares.